# 志村流
『志村流』（しむらりゅう）は、2002年10月から2004年3月までフジテレビで毎週水曜深夜に放送されていたバラエティ番組。イザワオフィス制作。

## 番組概要

### トーク
前半は、志村けん・優香が、バーのようなセットでゲストを招くトークコーナー。

### コント
中盤は上記出演者による新作ショートコントを放送。ここで放送されたショートコントはのちに『志村けんのだいじょうぶだぁII』及び『志村屋です。』にて、傑作コントとして再放送。深夜枠の放送であった為、ゴールデンタイムで放送されたこれまでの志村のコントと比べチープな仕上がりとなっている。

### なんでも"Q"相談室
後半はラジオのブースのようなセットで志村と優香の2人による視聴者からの相談の投書・メールを読み上げるコーナー。主に志村と優香の体験談に話が繋がっている。
タイトル読みは「なんでもそうだんしつ」で間の『Q』の字は読まれない。
番組開始当初は設定されておらず（故に番組構成は後半も新作ショートコントだった）、2003年4月から開始された。

### 再放送
ファミリー劇場での再放送に先立ち、中村勘九郎がゲスト出演の回を先行放送された。
2014年3月からファミリー劇場で平日朝5：00～6：00再放送／深夜不定期に、2本ずつ放送されている。

## 出演者
- 志村けん
- 優香
- 肥後克広（ダチョウ倶楽部）
- 上島竜兵（ダチョウ倶楽部）
- アリtoキリギリス（石井正則、石塚義之）
- 山田千鶴
- 加藤明日美

※太字は『変なおじさんTV』からの引継ぎ。

## エンディング曲
曲名、アーティスト名、レーベルがクレジットされ、ミュージック・ビデオがスタッフロールとともに流れる。
|    | 使用期間                                           | 曲名                         | アーティスト名       | レーベル                                 |
| -- | -------------------------------------------------- | ---------------------------- | -------------------- | ---------------------------------------- |
| 1  | 第1回（2002年10月9日） - 第4回（2002年10月30日）   | 陽は西から昇る               | 森山直太朗           | UNIVERSAL J                              |
| 2  | 第8回（2002年11月27日） - 第11回（2002年12月18日） | 愛のナースカーニバル         | BON-BON BLANCO       | コロムビアミュージックエンタテインメント |
| 3  | 第12回（2003年1月8日） - 第19回（2003年2月26日）   | 片想い One-way Love          | すがはらやすのり     | テイチク                                 |
| 4  | 第20回（2003年3月5日） - 第23回（2003年3月26日）   | 甘い日々                     | クレイジーケンバンド | サブスタンス                             |
| 5  | 第24回（2003年4月9日） - 第31回（2003年5月28日）   | 夜間飛行                     | 前川清               | テイチク                                 |
| 6  | 第41回（2003年8月6日） - 第44回（2003年8月27日）   | セックス・マシーン           | ジェームス・ブラウン | ユニバーサル                             |
| 7  | 第45回（2003年9月3日） - 第48回（2003年9月24日）   | 愛はかげろうのように         | シャーリーン         | [ 4 ]                                    |
| 8  | 第49回（2003年10月8日） - 第52回（2003年10月29日） | イート・ユー・アライブ       | リンプビズキット     | ユニバーサル                             |
| 9  | 第53回（2003年11月5日） - 第59回（2003年12月17日） | CAN'T GET YOU OUT OF MY HEAD | インコグニート       | [ 4 ]                                    |
| 10 | 第60回（2004年1月7日） - 第63回（2004年1月28日）   | NO Limit                     | MEGUMI               | ジェネオンエンタテインメント             |
| 11 | 第64回（2004年2月4日） - 第71回（2004年3月24日）   | “ボクノスベテダッタノニ”     | 成田昭次             | 日本クラウン                             |

- 第5回は、優香主演の映画「恋に唄えば♪」の宣伝、第6回と第7回は次回予告、第32回〜第40回はフジテレビ制作の映画「踊る大捜査線 THE MOVIE 2 レインボーブリッジを封鎖せよ!」[5]の宣伝が入り、エンディング曲は使用されなかった。
- 第64回〜第71回にはエンディング前にダリアンガールズの「Dancing Star」が挿入歌としてミュージック・ビデオと共に流されている。

## スタッフ
- 作・構成: 朝長浩之、鈴木しげき、原頼
- 音楽: たかしまあきひこ
- 技術: 岩沢忠夫
- カメラ: 藤江雅和
- 音声: 松本政利
- 映像: 原啓教
- 照明: さわだあつひろ
- 美術制作: 北林福夫
- デザイン: 根本研二
- 美術進行: 山根安雄
- 大道具: 宮越浩
- 装飾: 菊池誠
- 持道具: 森知美
- 衣装: 佐藤孝二
- かつら: 矢津田一寛
- メイク: 佐藤恭子
- スタイリスト: 飯塚チサト、宇賀愛
- 電飾: 宇塚敏明
- タイトル: 高柳義信
- ペイント: 菊池大介
- 編集: 轟貞治（ディークラフト）
- MA: 大塚大
- 音響効果: 戸辺豊
- 技術協力: ニユーテレス、IMAGICA、FLT
- 制作協力: エクシーズ、エスカンパニー、ワールドミュージック
- 編成: 松崎容子
- タイムキーパー: 増山郁子
- 演出補: 長谷吉洋
- 演出: 戸上浩、小倉肇（エクシーズ）
- プロデューサー: 井澤健
- 企画制作: イザワオフィス